# 奥科特洛尔科

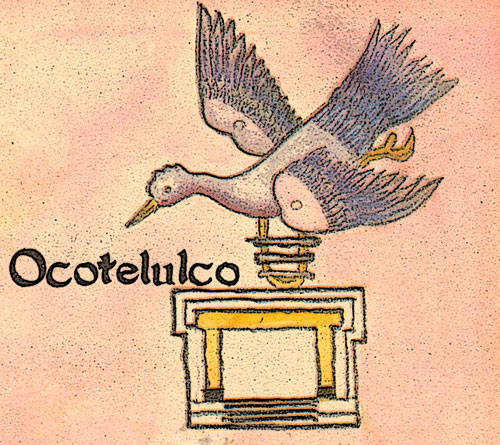
“奥科特洛尔科”的纳瓦特尔语象形文字

奥科特洛尔科（也作Ocotelulco）是前哥伦布时期组成特拉斯卡拉联邦的四座城邦之一。现今遗址位于墨西哥中部的特拉斯卡拉市。

## 历史
四座城邦中，奥科特洛尔科第二个建立。但在西班牙征服阿兹特克帝国时，其已与蒂萨特兰并称为特拉斯卡拉的最强城邦。在蒂萨特兰掌握军事要权的同时，奥科特洛尔科掌握经济大权。
西班牙侵略者登陆墨西哥时，其统治者为马希斯卡特辛。经过一系列政治事件后，奥科特洛尔科最终控制蒂萨特兰。